# Rolf W. Schloss
Rolf Walter Schloss (* 5. Juli 1918 Frankfurt am Main; †  10. Februar 1979 Saint-Cergue) war ein deutsch-israelischer Journalist und Autor.

## Leben
Schloss hatte im September 1942 nach der Besetzung von Vichy-Frankreich die Grenze zur Schweiz überquert und sich in Genf als Flüchtling gemeldet. Er wurde zunächst im Stadion Au Bout du monde interniert, später in einem Barackenlager im Wallis. 1945 wanderte er nach Palästina ein. Anfang der 1960er-Jahre war er Leiter der Spiegel-Redaktion in Jerusalem; von 1965 bis 1978 war er ARD-Korrespondent für den Nahen Osten.  Außerdem veröffentlichte er als Autor und Herausgeber mehrere Bücher.

## Publikationen (Auswahl)
- Lass mein Volk ziehen: die russischen Juden zwischen Sowjetstern und Davidstern – eine Dokumentation. München, Olzog 1971
- David Ben Gurion: Briefe an meine Frau (Hrsg., aus dem Iwrith übersetzt und mit einer Einleitung versehen von Rolf W. Schloss.) München, List 1969
- Quo Vadis Israel? Tribüne. Zeitschrift für das Verständnis des Judentums. Heft 59/1976